# 50 złotych polskich (1819–1823)
50 złotych polskich (1819–1823) – moneta pięćdziesięciozłotowa Królestwa Kongresowego okresu autonomii, zwana również podwójnym złotym królewskim, wprowadzona jako następczyni pięćdziesięciozłotówki bitej w latach 1817–1819, po dołożeniu otoku na awersie i rewersie i wprowadzeniu pionowo ząbkowanego rantu. Była bita w złocie, w latach 1819–1823 według systemu monetarnego opartego na grzywnie kolońskiej. Wycofano ją z obiegu 1 maja 1847 r.

## Awers
Na tej stronie umieszczono prawe popiersie cara Aleksandra I, dookoła otokowo napis:

ALEXANDER I CESARZ SA.W.ROS.KRÓL POLSKI *

Dookoła znajduje się wypukły otok.

## Rewers
Na tej stronie umieszczono średni herb Królestwa Kongresowego, tzn. orła rosyjsko-polskiego – dwugłowy orzeł z trzema koronami, dużą pośrodku i dwiema małymi na głowach orła, w prawej łapie trzyma miecz i berło, w lewej jabłko królewskie, na piersi, na tle gronostajowego płaszcza, tarcza herbowa z polskim orłem. Po obu stronach ogona orła, znajduje się znak intendenta mennicy w Warszawie – I.B. (Jakuba Benika), otokowo napis:

50.ZŁOT• POLSK•. 26 Z GR•CZ•KOL•

na samym dole rok bicia 1819, 1820, 1821, 1822 lub 1823. Dookoła znajduje się wypukły otok.

## Opis
Monetę bito w mennicy w Warszawie, w złocie próby 916, na krążku o średnicy 24 mm, masie 9,8102 grama, z rantem ząbkowanym, z otokiem. Według sprawozdań mennicy w latach 1819–1826 w obieg wypuszczono 31 148 sztuk pięćdziesięciozłotówek. Dokładne określenie nakładu jest niemożliwe ponieważ w roku 1819 bito pięćdziesięciozłotówki dwóch typów:
- bez otoku, z rantem skośnie ząbkowanym oraz
- z otokiem, rant pionowo ząbkowanym,

a mennica w swoich sprawozdaniach raportowała jedynie liczbę wprowadzanych do obiegu monet konkretnego nominału, bez podawania typu.
Stopień rzadkości poszczególnych roczników przedstawiono w tabeli:
| Rocznik                  | Typ       | Stopień rzadkości | Szacowana liczba egzemplarzy | Uwagi                                                              | Zdjęcie     |
| ------------------------ | --------- | ----------------- | ---------------------------- | ------------------------------------------------------------------ | ----------- |
| 50 złotych polskich 1819 | z otokiem | R3                | 601–3000                     | bito również monety bez otoku 50 złotych polskich (1817–1819) (R4) |             |
| 50 złotych polskich 1820 |           | R3                | 601–3000                     |                                                                    |             |
| 50 złotych polskich 1821 |           | R4                | 121–600                      |                                                                    |             |
| 50 złotych polskich 1822 |           | R4                | 121–600                      |                                                                    | awersrewers |
| 50 złotych polskich 1823 |           | R5                | 26–120                       |                                                                    | awersrewers |

Moneta bita w latach panowania Aleksandra I, więc w numizmatyce rosyjskiej zaliczana jest do kategorii monet tego cara.
Poprzedniczka 50-złotówki była bita na starych automatach menniczych, które rozpoczęły swoją pracę jeszcze w czasach Rzeczypospolitej Obojga Narodów. Maszyny te nie pozwalały na emisję monet z wystającym powyżej rysunków awersu i rewersu obrzeżem (zwanym otokiem), mającym zmniejszać tempo ścierania się rysunków egzemplarzy uczestniczących w codziennym obrocie pieniężnym. W odpowiedzi na pismo Namiestnika Królestwa Polskiego z 9 kwietnia 1818 r. zawierające prośbę o wyrażenie zgody na:
- bicie monet z napisem „z miedzi krajowej” oraz
- srebrnych 10-złotówek, które nie były wymienione w akcie prawnym z 1 grudnia 1815 r.,

król-cesarz Aleksander I wyraził zgodę, warunkując ją koniecznością bicia ich przez Mennicę Królewską w Warszawie „w formie cylindrycznej, z wykonaniem obrzeża monet prostopadłego do płaszczyzny krążka”. W celu wypełnienia wymagania narzuconego przez administrację petersburską koniecznym było sprowadzenie ze stolicy Cesarstwa Rosyjskiego parowych maszyn menniczych, które postanowiono zainstalować w nowo budowanym gmachu mennicy. Wyemitowanie w 1819 r. różnych nominałów z otokiem, w tym podwójnych złotych królewskich, wiązało się z uruchomieniem petersburskich automatów.
Mimo, że w aktach normatywnych nazwą monety był podwójny złoty królewski, na rewersie został wybity nominał: 50 złotych polskich. Monety nie stanowiły jednak równowartości 50 złotych polskich w srebrze. Były to w rzeczywistości dwie odrębne waluty złotowe:
- złoty polski w złocie oraz
- złoty polski w srebrze.